# Bartholomeus van der Steen
Bartholomeus van der Steen (Meijel, 21 juli 1789 - aldaar 19 januari 1859) was de zoon van de laatste schout van Meijel, Arnold van der Steen, en werd daarom De Sjout genoemd toen hij van 1819 tot 1859 burgemeester van Meijel was. Van der Steen  was in 1808 'Carabinier 1e Regiment 9e Compagnie' in het Franse leger. Hij trouwde met Elisabeth Joosten. Van hun negen kinderen stierven er vijf zeer jong. Nadat hij van 1815 tot 1818 adjoint (wethouder) van Meijel was geweest, werd hij van 1819 tot 1859 burgemeester van dit Peeldorp.
Hij is bekend gebleven door het opzetten van een dorpsbrandweer en door zijn strijd voor zelfstandigheid van Meijel en de handhaving en vastlegging van de oude grenzen. Daarover was vanwege de turf eeuwenlang onenigheid geweest met de buurgemeenten Heythuysen, Roggel, Helden en Kessel. Ook zorgde hij voor een stenen school en de verbetering van de slechte wegen in het veen en over de zandgrond. Verder wist hij flinke subsidies uit België voor de bouw in 1836 van de Waterstaatskerk te verwerven. Door de samenwerking met Jan van de Griendt bij het graven van de Noordervaart en de Helenavaart kon de Peel ontveend en ontgonnen worden in het belang van de welvaart van de Meijelse bevolking. Hij maakte ten slotte nauwkeurige notities over oude dorpsgebruiken als vuiltoffelen en ketelmuziek.